# Vine Linux
Vine Linux是一套集成了日语环境，基于Red Hat的Linux发行套件。适用于基于x86、x86-64、PowerPC的桌面个人电脑和笔记本电脑。
Vine Linux的开发项目是于1998年，由Project-JE（日语扩展计划）的六位成员所创立的。
Vine Linux的开发版叫Vine Seed，面向公众开放。
Vine Linux中的大多数应用程序都能支持Kanji字典。FreeWnn或者Canna输入服务器来提供日语输入的支持。
除了Vine Seed以外的所有版本已在2021年5月4日宣布停止开发。

## 历史
Vine Linux在1998年，由Project-JE(日语扩展计划)的成员为主导，开始进行开发。项目开始时，其发布版针对日语的支持还不完善，而从2001年起就成为了日语用户的人气版本。但是，Linux的应用范围还是令人堪忧。
Vine 3.0以后，脱离Red Hat Linux，转向独立开发。
2007年11月，日本Brainware公司宣布其笔记本电脑将预装Vine Linux。

### 年表
- 1998年 - 以Project-JE(PJE)的成员为主导，基于Red Hat Linux的Linux发行版开始进行开发。
- 1999年3月28日 - Vine Linux 1.0 发布
- 1999年6月4日 - Vine Linux 1.1 发布
- 2000年4月14日 - Vine Linux 2.0 发布
- 2000年7月3日 - Vine Linux 2.0 for PowerMac 发布：对应PowerPC的版本。
- 2000年11月4日 - Vine Linux 2.1 发布：对应PowerPC、SPARC、Alpha的版本。
- 2001年3月24日 - Vine Linux 2.1.5 发布：最后一个对应SPARC的版本。
- 2002年4月15日 - Vine Linux 2.5 发布
- 2002年10月25日 - Vine Linux 2.6 发布
- 2002年10月28日 - Vine Linux 2.6r1 发布：针对Webmin软件包安全漏洞的改良版本[5]；最后一个对应DEC Alpha的版本。
- 2003年12月5日 - Vine Linux 2.6r3 发布
- 2004年2月10日 - Vine Linux 2.6r4 发布
- 2004年8月2日 - Vine Linux 3.0 发布：脱离Red Hat Linux，转向独立开发。
- 2004年11月26日 - Vine Linux 3.1 发布
- 2005年9月18日 - Vine Linux 3.2 发布
- 2006年11月22日 - Vine Linux 4.0 发布
- 2007年2月22日 - Vine Linux 4.1 发布
- 2007年12月25日 - Vine Linux 4.2 发布
- 2009年8月24日 - Vine Linux 5.0 发布
- 2010年2月26日 - Vine Linux 5.1 发布
- 2010年11月30日 - Vine Linux 5.2 发布：最后一个对应PowerPC的版本。
- 2011年8月6日 - Vine Linux 6.0 发布
- 2012年2月2日 - Vine Linux 6 特别版发布：为了支持日本OSS推进论坛的震灾复兴支援工程所特别提供的版本[6]。

### 主要版本一览表
Vine Linux各主要版本以代号表示，附加软件包和服务支持期限等信息，VinePlus的部分也按此规则编写。
以下这个部分的信息按照代号来进行分类。除此之外的详细信息，请参考Vine Linux#历史中对应的部分。
| 颜色 | 含义               |
| ---- | ------------------ |
| 红色 | 不再提供支持的版本 |
| 绿色 | 仍在提供支持的版本 |
| 蓝色 | 未来版本           |

| 版本  | 代号                 | 发布日期       | 服务支持期限         |
| ----- | -------------------- | -------------- | -------------------- |
| 1.0   | Nahe                 | 1999年3月28日  | 2000年1月11日        |
| 1.1   | Rheingau             | 1999年6月4日   | 2000年1月11日        |
| 2.0   | Sociando-Mallet      | 2000年4月14日  | 2003年4月7日         |
| 2.1   | Cissac               | 2000年11月4日  | 2003年4月7日         |
| 2.1.5 | Calon-Segur          | 2001年3月24日  | 2003年4月7日         |
| 2.5   | Domaine de Chevalier | 2002年4月15日  | 2006年2月28日        |
| 2.6   | La Fleur de Bouard   | 2002年10月25日 | 2006年2月28日        |
| 3.0   | Valandraud           | 2004年8月2日   | 2007年11月22日       |
| 3.1   | Pichon Lalande       | 2004年11月26日 | 2007年11月22日       |
| 3.2   | Ducru Baucaillou     | 2005年9月18日  | 2007年11月22日       |
| 4.0   | Latour               | 2006年11月22日 | 2010年8月23日        |
| 4.1   | Cos d'Estournel      | 2007年2月22日  | 2010年8月23日        |
| 4.2   | Lynch Bages          | 2007年12月25日 | 2010年8月23日        |
| 5.0   | Lafite               | 2009年8月24日  | 2012年8月6日         |
| 5.1   | Cheval Blanc         | 2010年2月26日  | 2012年8月6日         |
| 5.2   | Palmer               | 2010年11月30日 | 2012年8月6日         |
| 6.0   | Haut Brion           | 2011年8月6日   | 未确定(当前发布版本) |